# 学童保育
学童保育（がくどうほいく）とは、主に保護者が日中家庭にいない小学生の児童（＝学童）に対して、授業の終了後に適切な遊びや生活の場を与えて、児童の健全な育成を図る保育事業（放課後児童クラブ）である。

## 概要
小学校の始業時刻前に保護者が出勤してしまう家庭の児童に対しては、早朝実施される例もある。
従来、学童保育は親の就労支援の観点から捉えられることが多かった。父母が働いている児童の養護については、児童の権利に関する条約で以下のように定められている。

締約国は、父母が働いている児童が利用する資格を有する児童の養護のための役務の提供及び設備からその児童が便益を受ける権利を有することを確保するためのすべての適当な措置をとる。
—児童の権利に関する条約 第18条3
世界的には学童保育についてより積極的に位置づけ、子どもをサービスの消費者あるいは指導の対象とみるのではなく、成熟した市民社会を形成する大人を育てるという観点から、子供が放課後の生活を主体的に創ることができるような制度設計が行われるようになっている。

## 日本の学童保育
日本での児童福祉法での正式名称は、「放課後児童健全育成事業」で、所管官庁はこども家庭庁（その発足前の2022年度までは厚生労働省と文部科学省である）併記される通称、省令や局長通知などでは「放課後児童クラブ」の語が用いられる。事業を実施する施設は「放課後児童クラブ」「学童クラブ」「学童保育所」等と呼ばれるが、自治体や設置者によって名称が異なる。略称は「学童」あるいは「児童クラブ」。

### 名称
放課後児童クラブ施設の統一的な呼び名はなく、地域や自治体、設置主体によって様々である。主な呼び名には「放課後児童クラブ」、「放課後子ども教室」、「放課後あそび広場」「学童クラブ」「学童保育所」「留守家庭児童会（室）」「児童育成会（室）」などがある。略称として単に「学童」あるいは「児童クラブ」と呼ばれる。東京都板橋区の「あいキッズ事業」のように、放課後児童クラブと全児童対策事業（文部科学省管轄）を包括的に実施している例では、放課後児童クラブと全児童対策が同じ呼び名という場合もある。また、放課後児童クラブの民間参入が進んだ地域では社会福祉法人や株式会社など運営事業者が独自のブランド名を冠している例もある。
文部科学省と厚生労働省が共同で行っている「放課後子ども総合プラン」では、「放課後児童健全育成事業」については、「遊びの場」と「生活の場」として位置付けられている。

### 法的根拠
放課後児童クラブの設置根拠は児童福祉法に基づく。

この法律で、放課後児童健全育成事業とは、小学校に就学している児童であつて、その保護者が労働等により昼間家庭にいないものに、授業の終了後に児童厚生施設等の施設を利用して適切な遊び及び生活の場を与えて、その健全な育成を図る事業をいう。
—児童福祉法 第6条3の第2項
もともと放課後児童クラブは、第二次世界大戦以前より、共働き家庭や一人親家庭の自主的な保育活動として始まったとされる。高度経済成長期には、共働き家庭の増加と核家族化の進行でいわゆる「カギっ子」が増加したことから放課後児童を保育する需要が高まり、1998年に児童福祉法に基づく放課後児童健全育成事業を行う第二種社会福祉事業として法制化された。現在は、少子化対策として成立した次世代育成支援対策推進法に基づく児童福祉法改正による子育て支援事業の一つに位置付けられている。
かつては、条文中に「おおむね10歳未満の児童」という文言があったが、これは運用上の目安であり、自治体によっては10歳以上（小学校第4学年〜第6学年）でも利用できる状態だったが、現在は、改正法により、単に「児童」という表現になったため、通常は第6学年まで利用が可能である。
以前は、募集を新3年生までとしている自治体でも、障害のある児童については一定の要件を満たせば6年生まで利用できる場合がほとんどであった。現在は、障害のある児童の受け入れに対する助成や補助金を出すことで、受け入れを促している形になっている。
厚生労働省は『放課後児童健全育成事業の実施について』において、4年生以上の児童（特別支援学校の小学部児童も含む）の積極的な受け入れについて配慮するよう通知した。その後、現在のような様態となっている。
なお民間事業者の放課後児童クラブで自治体から補助金を受けない場合（いわゆる認可外学童）は、積極的に6年生まで受け入れるケースもあった。

### 機能
厚生労働省は放課後児童健全育成事業の内容として以下を挙げている。
1. 放課後児童の健康管理、安全確保、情緒の安定
2. 遊びの活動への意欲と態度の形成
3. 遊びを通しての自主性、社会性、創造性を培うこと
4. 放課後児童の遊びの活動状況の把握と家庭への連絡
5. 家庭や地域での遊びの環境づくりへの支援
6. その他放課後児童の健全育成上必要な活動

放課後児童クラブの機能は多様だが、全国的に共通するものとしては主に以下が挙げられる（各項目末尾の数字は厚労省が掲げる上の番号に対応する）。
- 保護者の帰宅・お迎えまでの間の児童の健康管理・安全確保・情緒の安定(1)
- 適切な遊びや活動の提供により自主性・社会性・創造性を培うこと（遊び・工作・季節の行事・誕生日会・飼育栽培等）(2,3,5)
- 補食としてのおやつの提供（手作りおやつ・クッキング等）(6)
- 宿題など自主学習の場の提供(6)
  - 公設放課後児童クラブでは基本的に学習指導は行わない。民間事業者は塾講師や英語スタッフが支援員を兼ねたり進学教室と一体化させたり、多様である。
- 児童の活動状況の把握と家庭との連携（連絡帳・面談・親子イベント等）(4)
- 児童虐待や福祉的支援を要するケースなどの早期発見・関係機関との連携(6)
  - 放課後児童クラブは申請・承認制で、その児童・家庭に対して継続的にかかわるために、地域の福祉的支援の最前線ともなる。

### 設置・運営の形態

#### 設置状況
2020年7月1日時点の設置施設数は2万6625ヶ所、登録児童数は131万1008人である。
利用したくても空きがない待機児童が1万6276人（2023年6月1日時点）おり、こども家庭庁と文科省は2026年度までに152万人を目標に増枠を進めている。
2024年7月19日、こども家庭庁は放課後児童クラブ（学童保育）の待機児童数が1万8462人（前年比2186人増）、学童保育に登録している児童数は151万5205人（前年比5万7821人増）で、いずれも過去最多になったと発表した。

#### 形態
放課後児童クラブ施設には公的機関が設置したもの（公設）と民間事業者が設置したもの（民設）があり、運営の形態によって「公設公営」「公設民営」「民設民営」の3種類に大別される。最も多いのは自治体が直接運営する公設公営で2013年5月現在8,400ヶ所と全体の40%を占め、これに社会福祉協議会等の公共団体が運営するものを加えると約50%が公設公営学童であるが、比率は年々減少している。これに替わり、公設の施設の運営を民間に委託する公設民営学童が増加しており、地域運営協議会や父母会が運営するものや社会福祉法人・NPO法人・株式会社等が指定管理者となって運営するものが含まれる。自治体が人件費を削減するために放課後児童クラブの運営委託を進めた経緯があるが、特に指定管理者制度は数年ごとに指定を見直すため、安定性・継続性のある放課後児童クラブ運営について不安の声が全国学童保育連絡協議会から挙げられている。
民設民営児童クラブには、運営委員会・父母会・任意団体あるいは個人が設置・運営している施設も含まれる。運営委員会とは、地域の児童福祉関係者（学校長、町内会長、民生・児童委員等）、保護者代表、支援員等により構成された組織で、自治体からの支援を受ける条件となっている。父母会とは保護者自身によって構成された組織の放課後児童クラブにおける一般的な名称である。この他、私立保育園・保育系株式会社・NPO法人に加え、異業種からの参入（学習塾やフィットネスクラブ、英会話教室等）により設置・運営されているものもある。これら異業種企業が展開する「児童クラブ」の中には「習い事」と区別が難しいものがある。補助金を受けない場合は自治体の放課後対策当局との連携も不要なことから運営レベルの一定化が難しい。学習指導や夕食提供、入浴、長時間預かりなどサービスを売りにする一方で、児童福祉法が目的とする自立性等の健全育成理念に沿わないものや、児童一人当たりの床面積が放課後児童クラブの設置基準を満たさないもの、支援員等の専門性に問題があるものなど、放課後児童健全育成事業による放課後児童クラブとは異なるケースもあるので注意が必要である。また、厚生労働省をはじめ公的機関が実施する放課後児童クラブの状況調査では、統計の対象に含まれないか実態がつかめていない場合がある。
近年、小学生は減少している。それに伴い、小学校の空き教室を放課後児童クラブ施設に転用する例が増えている。

### 運営の実態
年間を通じて運営されるが、通常利用日（学校の授業がある日）と一日利用日（学校休業日。長期休み（夏休み・冬休み・春休み期間や行事の振替休業日、学校創立記念日、授業がない土曜日など）に大別できる。公設・民設とも土曜日開所の施設が多い。日祝祭日はごく一部を除いて閉所している。児童は通常利用日には授業終了後に登所し、一日利用日には朝、自宅から登所する。

#### 通常利用日
学校の授業終了後に登所する。校舎内の児童クラブなら教室間の移動、敷地外であれば校門を出て通学路経由で登所となる。公設学童は基本的に小学校区と連動しているので低学年でも徒歩で登所できるが、駅の近くや商店街等に立地するテナント型の民設児童クラブでは学区外ということもある（一部の事業者は車で送迎している）。私立小学校では敷地内にアフタースクールを併設するケースが増えており、移動の負担はないが、自宅近くにある公設学童を利用する児童は鉄道やバスで登所するケースがある。
一般的に下校指導は小学校の管理下であり、自由下校時にクラブ職員による送迎は基本的に行われない（入学直後の1年生や下校に危険が伴う場合などを除く）。
クラブに到着した児童は宿題、おやつ、遊び等をしながら、決められた帰宅時刻に降所する。入学直後の1年生や日の短い冬季は保護者お迎えということも多い。遊び場所としては児童クラブ施設の他、小学校校庭や児童館や保育園、近隣の公園など立地条件により様々であるが、日常的に外遊びができるよう配慮されている。「中抜け」が可能な児童クラブでは、習い事などのために児童が途中で出かけ、また戻ってくるということもある。
異年齢の集団が大人数で過ごすため、生活時間やルールは施設ごとに決めて運用している。よく設定されているものとしては学習タイム、おやつ、当番仕事、帰りの会等がある。80名を超すような大規模クラブではスペース確保のためにおやつや学習の時間をずらしたり、自由おやつ（食べる時間などを児童自身で決められる）にしたりといった工夫もとられる。
放課後児童支援員及びその補助員は児童の出欠および居場所確認、体調確認、活動や遊びの提供、集団指導、適切な環境設定、おやつ提供、けがや体調不良の対応（応急処置、救急車対応や保護者への連絡等）、その他連絡業務等を行う。児童・保護者・学校・地域と密接にかかわるため信頼関係が重要となる。「第二の家庭」とも呼ばれ、支援員等のことをあえて「先生」と呼ばせないよう徹底している学童もある。
閉所時刻は自治体・事業者によって異なるが、17時～18時までは通常利用できることが多い。公設民営や民設民営では、夕方・夜間の延長利用制度がある。公設民営では概ね19時まで、民設民営では遅いものでは22時まで利用できるものもある。延長利用は忙しい保護者の要望と、収入増につながる事業者の思惑が一致したものだが、毎日のように長時間児童クラブで過ごさせると、児童の情緒に影響を及ぼすほか、本来はそれぞれの家庭がもつべき保育機能（近所との協力、近隣やマンション内などの顔見知りを増やす、留守番する力の教育など）が獲得できないなど問題も生じる。

#### 一日利用日
学校の授業がない平日には朝から児童クラブを利用することになる。通常利用は8時半また9時からのことが多い。公設民営・民設民営では朝の延長利用制度があり、7時半頃から利用できる。
昼食は弁当持参となるが、長期休み等には保護者の負担軽減のため仕出し弁当サービスを設定することもある。自治体直営の公設公営児童クラブでは、支援員等は公務員なので現金を扱えないことから弁当サービスを行わないか、父母会が会計担当を立てて行っている。
食休みをした後は上記の通常利用日と同様である。

#### 行事
日常活動に取り入れる継続的な行事と、季節感を養う目的から設定する年間イベントとしての行事、また家族合同行事や児童館あるいは他児童クラブとの交流行事等がある。地域の祭りや商店街イベントに参加したり、児童館や民間のキッズイベントに参加したりすることもある。
日常行事の典型例としては将棋・囲碁の講座や大会、けん玉や折り紙など伝統遊び、サッカー大会、集団遊び、工作・手芸、イラスト大会等がある。食育の一環として野菜の栽培や、クッキング行事も盛んに行われる。
季節行事の典型例としては水遊び、ハロウィン、クリスマス会、餅つき等がある。自治体・事業者によっては宿泊を伴うキャンプも行われる。

### 放課後児童支援員
放課後児童クラブ施設で児童の保育にあたる者は、従来児童の遊びを指導する者任用資格など、一定の要件を満たしていれば就くことができ、「学童指導員」や「学童の先生」「児童クラブの先生」など様々に呼ばれ、なおかつ、他の要件をもって行うこともできたため、統一された資格要件も存在しなかった。
2015年（平成27年）度からは、「放課後児童健全育成事業の設備及び運営に関する基準（平成二十六年厚生労働省令第六十三号）第十条」に基づき、事業所ごとに「放課後児童支援員」を配置することが義務づけられた（支援の単位（おおむね40名程度）ごとに2名以上、ただし1名を除き補助員をもって代えることができる）。放課後児童支援員となるには、児童の遊びを指導する者任用資格などの要件を有した上で、都道府県知事による認定資格講習を修了する必要がある。都道府県知事認定の資格だが、教育職員免許状の普通免許状と同様、認定を受けた都道府県以外でも効力を有する。なお、2019年（平成31年）度までは経過措置として、認定資格研修を「修了した者」ではなく「修了することを予定している者」が放課後児童支援員となることもできた。2020年（令和2年）度以降に認定資格講習を修了していない場合は、補助員としてであれば勤務可能としている。
放課後児童支援員以外の「児童クラブの先生」については、統一的な名称は存在せず、保育士や教育職員免許状のような国家資格制度もない。厚生労働省令「児童福祉施設の設備及び運営に関する基準（昭和二十三年厚生省令第六十三号）第三十八条」では資格要件を「児童の遊びを指導する者任用資格」としており、これは児童館職員と同様である。また児童養護施設職員とほぼ同様である。具体的には、保育士資格か社会福祉士、幼稚園・小学校・中学校・高校のいずれかの教育職員免許状（児童の遊びを指導する者の場合は、教諭となる資格を有するものとなっているため、免許状の失効状態又は有効期限切れの場合は不可と解釈される）、あるいは社会福祉学・心理学・教育学・社会学等の学士以上の学位等があれば児童の遊びを指導する者の任用資格は満たされる。また、特に非常勤指導員の場合は、任用資格を満たさなくとも「子育ての経験」「子どもにかかわるボランティアの経験」等があればよいとする自治体・事業者も多い（2年の職務経験により、補助員ではなく指導員採用に切り替えて職務を行うことができるのは法的に可能であったが、放課後児童支援員の制度導入後は、単に勤務経験等により資格認定研修の受講資格が得られるに過ぎなくなっている）。
放課後児童支援員に対する補助員は、特段の資格は不要だが、児童の遊びを指導する者任用資格や、2015年（平成27年）から開始された「子育て支援員」のうち、放課後児童コースの資格認定者など、一定の基礎知識がある者が推奨されている（必須ではない）。

#### 放課後児童支援員の資格認定研修の受講資格と研修での受講科目

##### 受講資格
放課後児童支援員は、「放課後児童健全育成事業の設備及び運営に関する基準」（平成26年厚生労働省令第六三号）の第十条3で規定している、以下のいずれかに該当し各都道府県が行う研修（研修業務は、他の機関にその一部を委託実施させることも可能）を修了したものでなければならないとされる。

第十条3 放課後児童支援員は次の各号のいずれかに該当するものであって、都道府県知事が実施する研修を修了したものでなければならない。
一 保育士の資格を有する者
二 社会福祉士の資格を有する者
三 学校教育法の規定による高等学校若しくは中等教育学校を卒業した者、同法第90条第2項の規定により大学への入学が認められた者又は文部科学大臣がこれと同等以上の資格を有すると認定した者（第九号において「高等学校卒業者等」という。）であって、2年以上児童福祉事業に従事した者
四 教育職員免許法第4条に規定する免許状を有する者
五 学校教育法の規定による大学において、社会福祉学、心理学、教育学、社会学、芸術学若しくは体育学を専修する学科又はこれらに相当する課程を修めて卒業した者
六 学校教育法の規定による大学において、社会福祉学、心理学、教育学、社会学、芸術学若しくは体育学を専修する学科又はこれらに相当する課程において優秀な成績で単位を習得したことにより、同法第102条第2項の規定により大学院への入学が認められた者
七 学校教育法の規定による大学院において、社会福祉学、心理学、教育学、社会学、芸術学若しくは体育学を専攻する研究科又はこれらに相当する課程を修めて卒業した者
八 外国の大学において、社会福祉学、心理学、教育学、社会学、芸術学若しくは体育学を専修する学科又はこれらに相当する課程を修めて卒業した者
九 高等学校卒業者等であり、かつ、2年以上放課後児童健全育成事業に類似する事業に従事したものであって、市町村長が適当と認めた者
十 5年以上放課後児童健全育成事業に従事したものであって、市町村長が適当と認めた者

上記の要件のほとんどは、児童の遊びを指導する者任用資格にもなっている。資格認定研修の受講申込に当たっては、要件を満たしていることを証明するものないしはその写しの添付を要する（第三号であれば、高等学校などの卒業証明書、及び2年以上勤務したことを現在の勤務先ないしは退職した元勤務先が放課後児童クラブ等での勤務歴を証明した文書等をそれぞれ発行してもらう必要がある）。
ただし、第九号（いわゆる、認可外学童に従事した者や児童館で従事した者等を指す）ないしは第十号（後述）に該当する場合は、都道府県によっては、事前に受講資格を満たしているかどうかを審査の上で受講可否の判断となるので、申し込み先への事前の問い合わせが必要なケースもある。
なお、第四号については、かつては「学校教育法の規定により、幼稚園、小学校、中学校、高等学校及び中等教育学校の教諭となる資格を有する者」となっていたが、教員免許更新制の兼ね合いから、免許状を有する者のうち、いわゆる失効状態の旧免許状を有する者への門戸を広げるため、第十号については、高等学校等を卒業していなくとも放課後児童支援員への道を開くため、平成30年厚生労働省令第四六号により一部改正された、「放課後児童健全育成事業の設備及び運営に関する基準」（平成26年厚生労働省令第六三号）によって、変更及び追加されたものである。

##### 受講科目
以下に示す16科目すべての修了を要件とする。1科目の講義時間はすべて90分と規定されており、受講後のレポートの内容などを加味して、認定可否が決定される。16科目すべて合格した場合は、修了認定の証書（A4サイズの賞状型とカード型の2つ）が交付される。ただし、一部の科目を欠席した場合（遅刻や早退あるいは一時退席も同様）や、提出レポートの評価が芳しくなかった科目あるいは未提出の科目（免除対象科目あるいは前年までに受講を終えている科目がある場合は、当該科目については未提出でも可）があった場合は、認定された合格科目名が記載された一部科目認定証書（A4サイズの賞状型のみ）が交付される。
- 1-① 放課後児童健全育成事業の目的及び制度内容
- 1-② 放課後児童健全育成事業の一般原則と権利擁護
- 1-③ 子ども家庭福祉施策と放課後児童クラブ
- 2-④ 子どもの発達理解
- 2-⑤ 児童期の生活と発達
- 2-⑥ 障害のある子どもの理解
- 2-⑦ 特に配慮を必要とする子どもの理解
- 3-⑧ 放課後児童クラブに通う子どもの育成支援
- 3-⑨ 子どもの遊びの理解と支援
- 3-⑩ 障害のある子どもの育成支援
- 4-⑪ 保護者との連携・協力と相談支援
- 4-⑫ 学校・地域との連携
- 5-⑬ 子どもの生活面での対応
- 5-⑭ 安全対策・緊急時対応
- 6-⑮ 放課後児童支援員の仕事内容
- 6-⑯ 放課後児童クラブの運営管理と運営主体の法令の順守

上記受講資格対象者のうち、同厚生労働省令第十条3で第一号に該当する者は2-④、2-⑤、2-⑥、2-⑦の4科目、同じく第二号に該当する者は2-⑥、2-⑦の2科目、同じく第四号に該当する者は2-④、2-⑤の2科目がそれぞれ免除される。ただし、希望すれば受講することもレポートを提出することも可能である。
ただし、一部科目認定証書の発行を受けた者で、翌年度以降に一部科目認定証書を添付の上で受講申し込みをした場合、一部科目認定証書に記載の科目と免除の対象となっている科目以外の科目のみ受講してレポートを提出すれば、修了認定の証書が授与される。
また、受講の費用は都道府県により有料の場合と無料の場合がある。
なお、認定講習に当たっては指定テキストを持参して受講する必要があるが、こちらについては、受講者が別途購入（受講が有料の都道府県の場合は、テキスト代が含まれているケースもある）して、認定講習の際に持参する必要がある。このテキストは、受講案内と併せて、出版社が受講者向けにパンフレットを配布して、その要項に従って申し込めば、版元から直接送付されるが、一般の書店でも入手可能な書籍となっている。

#### 放課後児童支援員等の待遇
自治体の財政難や事業モデルの不安定さから、支援員等の給与は一般に低い。また年度内の児童数変動が大きいこと（夏季休業後の退会など）や、障害のある児童の利用状況によって配置人数を細かく調整する必要があることなどから、嘱託やパートタイマー、アルバイトなどの非正規雇用も多く、平均勤続年数は短い。業界全体の課題として待遇は不十分といえる。児童の安全を預かる責任の重さやモンスターペアレント対応、生命にかかわる食物アレルギー対応など、求められる仕事が複雑化しているにもかかわらず経験の豊富な支援員等が育ちにくいという課題がある。
厚生労働省では、処遇改善のため、18:30以降も開所している児童クラブへの助成金の増額に加え、支援員個々に対しては、都道府県あるいは市町村が行う研修の受講を推奨しており、「放課後児童支援員等資質向上研修」などの名称で、放課後児童支援員認定資格研修修了者などへの喚起を促している（法令上の根拠は、「職員の資質向上・人材確保等研修事業の実施について（平成27年5月21日 雇児発0521第19号）」）。

#### 放課後児童支援員に関連する民間資格
公的資格である放課後児童支援員の他に、児童クラブ職員としての専門性を証明するための民間資格が存在する。比較的大規模なものとしては以下のものがある。
- 一般財団法人児童健全育成推進財団 - 認定児童厚生員資格制度[15][注 6]

具体的には、児童厚生二級指導員、児童厚生一級指導員、児童厚生一級特別指導員、児童健全育成指導士の4つのランクがある（一級特別のみ、更新制度があるため、3年間の有効期限が設定されている）。
こちらは、現職の児童館職員向けの資格制度でもあるが、現職の放課後児童クラブ職員の場合の資格申請は、平成27年度以降は、放課後児童支援員の認定講習修了者であることを要する（こちらも、平成31年度までは現職者に準じた経過措置があった）。

- 一般社団法人キッズコーチ協会（母体は東急グループ） - （3級 - 1級）認定キッズコーチ[17][18]及び（3級 - 1級）キッズコーチ検定[19][20]

認定コーチ・コーチ検定ともに、3級の取得には、特に基礎資格などの要件はないが、2級以上を取得するには、直近の下位の級の既取得を要件としている。
- 特定非営利活動法人日本放課後児童指導員協会 - 放課後児童支援士資格・放課後専門児童支援士資格・放課後高度児童支援士資格[21]
- 一般社団法人日本学童保育士協会 - 学童保育士基礎・学童保育士[22]

### 課題
放課後児童クラブ施設を設置・管轄する自治体の議会や、利用者団体である学童保育連絡協議会、またマスコミ報道等において、放課後児童クラブ事業の課題がしばしば取り上げられる。代表的な課題としては以下のようなものがある。
- 支援員等の待遇が不十分であること。
  - 公設公営児童クラブに勤務する常勤支援員等（公務員）を除くと、一般に児童クラブ指導員の給与水準は他業種より低い。離職率が高く、利用者にとって「先生が頻繁に入れ替わる」という印象がある。
- 自治体の方針変更・財政状況変動により運営形態が変わることがあり、利用者にとって不安材料になる場合があること。
- 大都市圏を中心に放課後児童プラン（全児童対策事業）との一体的実施が広がりつつあり、従来の放課後児童クラブで行われていたサービスが廃止・縮小される場合があること。例えばおやつ提供を取りやめたり、児童の登降所確認を個別に行わなくしたり、行事の規模や回数を縮小したりするケースがある。
- 担当者の資質を精査できているかどうか疑問なケースもあること。例えば2024年4月からさいたま市は補助員を募集したが、それが隙間バイトアプリで募集されたため物議を醸した[23]。
- 児童クラブが定員超えのために利用できない待機児童が2000年代以降増加傾向にあること（2023年5月1日時点の速報値で待機児童は1万6825人[24]利用申請自体を諦めている潜在的待機児童についてはデータそのものが存在しない。
- 児童クラブに通いたくない児童の問題。
  - そもそも放課後児童クラブは家庭（親）のニーズに根差した仕組みである。同じ「就労家庭の子どもの居場所」であっても、児童にとってみれば保育園時代は「周囲みんなが同じ状況（保育園に通うのが当たり前）」なのに対し、小学校入学後は「児童クラブに通っていない友達もクラスにたくさんいる状況」（○○くんは家に帰って自由にゲームしているのに、どうして自分はゲームもできず、児童クラブへ行かなければいけないのか、など）へと環境が激変する。放課後の過ごし方について親子で意思疎通が図られていないと、「親は児童クラブに通わせたいのに、児童本人は通いたくない」という事態が起こる。児童自身に児童クラブへの動機づけが弱いと、友人とのトラブル場面・無気力・反抗的態度・脱走といった問題場面が頻発することになる。
- 学校の校舎内にある児童クラブの場合、学校生活の延長のような過ごし方になりがちであること。家庭的な雰囲気をもつ居場所として適切に機能できるかどうか。
- 大規模児童クラブの場合、怪我や事故の予防・把握・対応が適切に行いづらいこと。
- 自治体の財政難、また財政が不安定な経営母体（NPO法人等）に対する補助金が不十分なことによる財政難。
- 父母が直接運営する児童クラブの場合、運営にかかわる父母の負担感
- 補償制度が統一されていないことにより、事故の補償対応にばらつきがあること

### 歴史
放課後児童クラブは保護者の保育に欠ける児童の安全を守る場であるとともに、学齢期の児童が自立するための成長支援・健全育成を実践する場でもある。「仕事と子育ての両立」が国を挙げて課題となる中で、特に保育所を利用していた家庭にとっては子どもが卒園して小学校に入学しても保護者が安心して就労・介護・病気治療等を継続する上で不可欠の制度であり、また母親等が小学校入学を機に職場復帰を希望するケースも多いため、地域によっては申請が殺到して待機児童が生じるほど需要が高い。待機になったり生活圏に放課後児童クラブ施設がなかったりして入所できないと保護者の就労等に大きな不都合が生じるため、「小1の壁」とも呼ばれて社会問題化している。
かつては仕事をもつ親が自主的に父母会や任意団体を結成して放課後児童クラブを立ち上げたり、自治体が条例で制度化して直営の放課後児童クラブを実施するケースが多かったが、放課後児童クラブのニーズが増え、内容も多様化するとともに民間参入が盛んになった（詳細は「設置・運営の形態」節を参照）。

#### 年表
- 1904年（明治37年）：兵庫県で神戸市婦人奉仕会が市内2箇所で幼児と児童を引受ける
- 1928年（昭和3年）：大阪府で石井記念愛染園が学童保護部を設置。主任は冨田象吉
- 1940年代：日本各地で放課後児童クラブ事業が始まる。
- 1960年代：各地の放課後児童クラブ関係者の組織化と、日本国政府や地方公共団体への制度化要求の活動が本格化。
- 1961年（昭和36年）：東京都北区による地域運営委員会への補助開始。
- 1963年（昭和38年）：東京都渋谷区が「渋谷学童館」設置。これが公設公営放課後児童クラブの始まり。
- 1966年（昭和41年）4月：文部省（現在の文部科学省）が『留守家庭児童会育成事業補助要綱』による児童会育成事業を開始。
- 1971年（昭和46年）：「留守家庭児童会補助事業」は1971年度で打ち切られ、「校庭開放事業」に統合される。
- 1974年（昭和49年）：総理府『婦人問題総合調査報告書』にて、放課後児童クラブの制度化を提言。
- 1976年（昭和51年）4月：厚生省（現在の厚生労働省）が『都市児童健全育成事業実施要綱』により「児童育成クラブ」の設置・育成事業を開始（これが事実上の放課後児童クラブへの国庫補助の始まりと言われる）。
- 1991年（平成3年）：『都市児童健全育成事業実施要綱』は廃止され、『放課後児童対策事業実施要綱』による放課後児童対策事業に引き継がれる。
- 1993年（平成5年）：総合研究開発機構（NIRA）が放課後児童クラブの制度化を提言（『女性の社会参加と課題』第3回「母親の就労と子ども」）。また、子供の未来21プラン研究会報告（厚生省）は放課後児童クラブの法制化を提言。厚生省が放課後児童クラブの法制化の検討を開始。
- 1997年（平成9年）6月3日：児童福祉法等の一部改正に関する法律が成立し、放課後児童クラブが「放課後児童健全育成事業」として法制化。
- 1998年（平成10年）4月1日：放課後児童クラブは児童福祉法と社会福祉事業法（現在の社会福祉法）に基づく第二種社会福祉事業に位置づけられ施行される。
- 2007年（平成19年）10月19日：放課後児童クラブガイドラインが策定され、放課後児童クラブ運営の最低基準が明示化される。
- 2015年（平成27年）3月31日：放課後児童クラブ運営指針が策定され、標準的な設備及び運営方針が明示化される。これに伴い、運営の最低基準とされた放課後児童クラブガイドラインは廃止となった。
- 2015年（平成27年）4月1日：『放課後児童健全育成事業の設備及び運営に関する基準』（平成26年厚生労働省令第63号）施行にともない、放課後児童支援員の制度が開始。5年間の経過措置を置いた上で、放課後児童支援員の設置が必須化された。
- 2020年（令和2年）4月1日：放課後児童支援員設置の経過措置終了に伴い、支援員の必置が義務化。
- 2025年（令和7年）4月1日 - 「放課後児童クラブ運営指針の改正について」（令和7年1月22日こ成環第16号こども家庭庁成育局長通知）の施行に伴い、従来の放課後児童クラブ運営指針を全面廃止。

### 関連法規

#### 児童福祉法
（昭和22年12月12日法律第164号）
- 第6条の3 第2項 この法律で、放課後児童健全育成事業とは、小学校に就学している児童であつて、その保護者が労働等により昼間家庭にいないものに、政令で定める基準に従い、授業の終了後に児童厚生施設等の施設を利用して適切な遊び及び生活の場を与えて、その健全な育成を図る事業をいう。
- 第21条の9 市町村は、児童の健全な育成に資するため、その区域内において、放課後児童健全育成事業、子育て短期支援事業、乳児家庭全戸訪問事業、養育支援訪問事業、地域子育て支援拠点事業及び一時預かり事業並びに次に掲げる事業であつて主務省令で定めるもの（以下「子育て支援事業」という。）が着実に実施されるよう、必要な措置の実施に努めなければならない。
  1. 児童及びその保護者又はその他の者の居宅において保護者の児童の養育を支援する事業
  2. 保育所その他の施設において保護者の児童の養育を支援する事業
  3. 地域の児童の養育に関する各般の問題につき、保護者からの相談に応じ、必要な情報の提供及び助言を行う事業
- 第21条の10 市町村は、児童の健全な育成に資するため、地域の実情に応じた放課後児童健全育成事業を行うとともに、当該市町村以外の放課後児童健全育成事業を行う者との連携を図る等により、第六条の三第二項に規定する児童の放課後児童健全育成事業の利用の促進に努めなければならない。
- 第34条の8 市町村、社会福祉法人その他の者は、社会福祉法 の定めるところにより、放課後児童健全育成事業を行うことができる。
- 第49条 この法律で定めるもののほか、児童自立生活援助事業、放課後児童健全育成事業、乳児家庭全戸訪問事業、養育支援訪問事業、地域子育て支援拠点事業、一時預かり事業、小規模住居型児童養育事業及び家庭的保育事業並びに児童福祉施設の職員その他児童福祉施設に関し必要な事項は、命令で定める。
- 第56条の6 第2項 児童自立生活援助事業又は放課後児童健全育成事業を行う者及び児童福祉施設の設置者は、その事業を行い、又はその施設を運営するに当たつては、相互に連携を図りつつ、児童及びその家庭からの相談に応ずることその他の地域の実情に応じた積極的な支援を行うように努めなければならない。

#### 社会福祉法
（昭和26年3月29日法律第45号）
- 第2条　この法律において「社会福祉事業」とは、第一種社会福祉事業及び第二種社会福祉事業をいう。
  - 3　次に掲げる事業を第二種社会福祉事業とする。
    - 2　児童福祉法 に規定する児童居宅介護等事業、児童デイサービス事業、児童短期入所事業、障害児相談支援事業、児童自立生活援助事業、放課後児童健全育成事業又は子育て短期支援事業、同法 に規定する助産施設、保育所、児童厚生施設又は児童家庭支援センターを経営する事業及び児童の福祉の増進について相談に応ずる事業

#### 子ども・子育て支援法
（平成24年8月22日法律第65号）

#### 厚生労働省令
- 児童福祉施設の設備及び運営に関する基準（昭和23年12月29日、厚生省令第六三号。平成27年3月31日、厚生労働省令第六三号により一部改正）
- 放課後児童健全育成推進事業の設備及び運営に関する基準（平成26年4月3日、厚生労働省令第六三号。平成30年3月30日、厚生労働省令第四六号により一部改正）

#### 厚生労働省通知
- 放課後児童健全育成事業の実施について（及び別紙「放課後児童健全育成事業実施要綱」（児発第平成10年4月9日）
- 放課後児童健全育成事業の一層の推進について（雇児育発第89号厚生労働省雇用均等・児童家庭局育成環境課長通知、平成13年9月3日）
- 放課後児童健全育成事業の対象児童について（雇児育発第114号厚生労働省雇用均等・児童家庭局育成環境課長通知、平成13年12月20日）
- 放課後児童健全育成事業の対象児童について（雇児育発第114号厚生労働省雇用均等・児童家庭局育成環境課長通知、平成13年12月20日）
- 放課後児童クラブガイドラインについて（平成19年10月19日雇児発第1019001号）
- 放課後児童健全育成推進事業の設備及び運営に関する基準について（平成26年5月30日雇児発0530第1号）
- 「放課後児童健全育成推進事業の設備及び運営に関する基準について」の留意事項について（平成26年5月30日雇児育発0530第1号）
- 「放課後児童クラブ運営指針」の策定について（平成27年3月31日雇児発0331第34号）
- 職員の資質向上・人材確保等研修事業の実施について（平成27年5月21日雇児発0521第19号）
- 社会福祉施設等における防犯に係る安全の確保について（通知）（平成28年9月15日雇児総発0915第1号、社援基発0915第1号、障障発0915第1号、老高発0915第1号）

#### こども家庭庁通知
- 放課後児童クラブ運営指針の改正について（令和7年1月22日こ成環第16号こども家庭庁成育局長通知）

## 欧米の学童保育

### イギリスの学童保育
イギリスでは学童保育施設は学校内に設置されており所管も学校担当の省庁と同じである。
2005年からは「拡大学校（Extended School）」として全ての学校で8時から18時まで学童保育が実施されることとなった。また、教育効果を上げるため併せて学習支援やクラブ活動、親のサポート、地域住民への施設開放なども行われている。
国の監査機関であるOfstedによる学校の評価では学童保育の実施状況も対象となっている。

### フランスの学童保育
フランスでは平日の放課後の通常期間に利用できる余暇センターのシステムがある。また同じ拠点を利用して学期間休業中にグループで余暇活動等を行う「長期休暇センター」のシステムも整備されている。

### アメリカ合衆国の学童保育
アメリカ合衆国では、子どもが放課後の時間帯に犯罪等に巻き込まれることが多いとされ、安全な環境で放課後活動を実施することがリスクを回避しつつ有益な活動を行う機会になると考えられている。アメリカ合衆国教育省は、貧困層の多い地域の放課後活動に対して補助金を交付して補習や語学教育などの支援を行う政策を実施している。